# Warta (ville)
Pour les articles homonymes, voir Warta (homonymie).
Warta (prononcé en polonais : /ˈvarta/) est une ville de Pologne, située au centre du pays, dans la voïvodie de Łódź. Elle est le chef-lieu de la gmina de Warta, dans le powiat de Sieradz.